# 埃迪特·古夫勒
埃迪特·古夫勒（德語：Edith Gufler，1962年8月6日—），意大利女子射击运动员。她曾代表意大利参加1984年夏季奥林匹克运动会射击比赛，获得女子10米空气步枪银牌。